# Satyrus simillima
Satyrus simillima är en fjärilsart som beskrevs av Rothschild 1931. Satyrus simillima ingår i släktet Satyrus och familjen praktfjärilar. Inga underarter finns listade i Catalogue of Life.